# 岡本直己

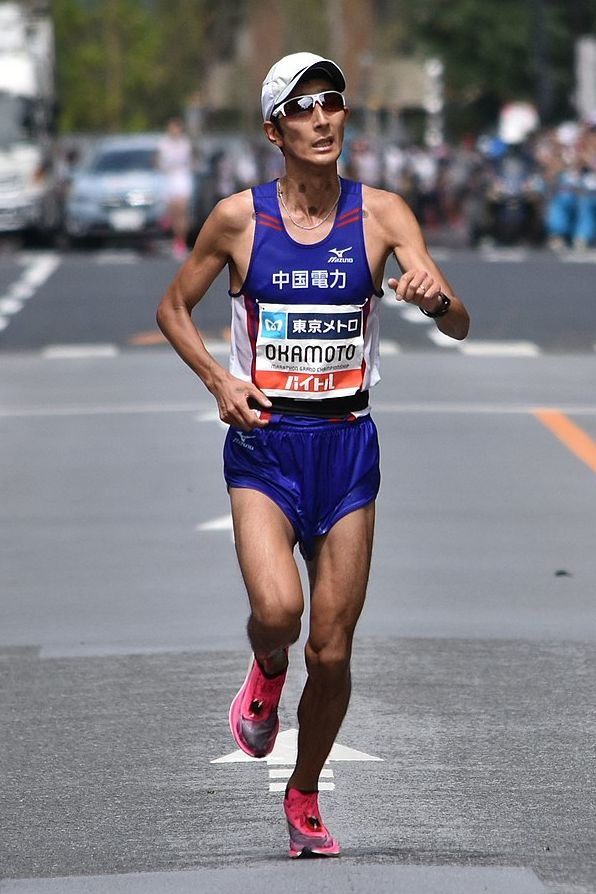
マラソングランドチャンピオンシップ（2019年9月15日撮影）

岡本 直己（おかもと なおき、1984年5月26日 - ）は、日本の陸上競技選手、専門は長距離走。鳥取県出身。由良育英高校(現･鳥取中央育英高校)、明治大学政治経済学部卒業。中国電力陸上競技部所属。

## 経歴
小学校のマラソン大会で好成績を収めたことをきっかけに、中学校で陸上部に入り本格的に陸上を始める。中学時代から都道府県対抗駅伝に鳥取県代表として出場していた。鳥取県の駅伝の強豪･由良育英高校を経て、明治大学に進学。当時の明治大学は総合優勝経験がありながらも、長らく箱根駅伝出場から遠ざかっていたが、岡本が2年生の時に14年ぶりに予選会を勝ち抜き2005年箱根駅伝への出場を決めた。以後、2007年箱根駅伝まで3年連続で明治大学は箱根駅伝本戦に出場する。岡本自身も3年連続で出走し、古豪復活の礎を築いた。
大学卒業後は中国地方に戻り、中国電力に入社。入部時から現在までチームの主力として活躍。特に、元日に開催される全日本実業団駅伝では毎年安定した走りを見せ、チームを上位入賞に導いている。ルーキーとして迎えた2008年の全日本実業団駅伝では強力な外国人選手がひしめく3区を走り区間12位(日本人１位)。2009年･2010年には主要区間である5区を走り、それぞれ区間4位･区間賞と好走。2011年に満を持してエース区間4区に出走し区間3位。2012年･2013年も4区を走りそれぞれ区間3位となり、各チームのエースが集う区間で3年連続区間3位という抜群の安定感を見せた。近年の大会でも、2019年は4区区間2位、2020年は同区間6位と、30代となった今もチームの大黒柱として活躍している。
駅伝での活躍は全日本実業団駅伝に留まらず、中国電力の所在地である広島県で開催される都道府県対抗駅伝でも毎年好走している。大学までは出身地の鳥取県チームから、中国電力入社後は、広島県チームから出場。2008年から2014年までに出走した6度の大会ですべて区間順位一桁で走っている(特に2009年の第14回大会では7区区間賞獲得)。近年は鳥取県チームに戻って出場を続けており、同駅伝への出走回数は17回と全選手中最多である。このような実績から、NHKによる同駅伝の放送ではミスター駅伝と形容されている。2019年の第24回大会で17人を抜いて通算追い抜き人数を112人とし、史上初の100人超えを達成。広島陸上競技協会より「いだてん賞」を授与された。翌2020年の第25回大会ではさらに12人を抜き、通算追い抜き人数を124人に更新した。
駅伝での実績と比べ、マラソンでは長年結果が出せずに苦しんだが、「今大会で結果が出なかったらマラソンから足を洗って、駅伝に専念しようかな」と考え臨んだ2018年2月の青梅マラソン(30㎞)で優勝を果たす
。そして同年8月の北海道マラソンでは、フルマラソン初優勝を果たしマラソングランドチャンピオンシップ（2020年東京オリンピック男子マラソン選考会）出場権を獲得した
。マラソン次戦となった2019年2月の別府大分毎日マラソンでは、11キロ付近の給水で転倒して途中棄権。左肘に全治2ヶ月の骨折を負った。同年9月のMGC本戦では復帰を果たしたが、10位でゴールし東京オリンピック代表の座は逃した。

## 自己ベスト･主な成績

### 自己ベスト
- 5000m - 13分37秒71（2009年7月 ナイトオブアスレチックス）
- 10000m - 28分05秒84（2011年4月 兵庫リレーカーニバル ）
- ハーフマラソン - 1時間01分25秒（2022年1月 2022大阪ハーフマラソン）
- マラソン - 2時間08分04秒（2022年3月 第10回大阪マラソン　第77回びわ湖毎日マラソン統合大会）

### 全日本実業団駅伝成績
| 年(回)         | 区間 | 区間順位 | 記録          | 備考       |
| -------------- | ---- | -------- | ------------- | ---------- |
| 2008年(第52回) | 3区  | 区間12位 | 32分33秒      | ※日本人1位 |
| 2009年(第53回) | 5区  | 区間4位  | 47分45秒      |            |
| 2010年(第54回) | 5区  | 区間賞   | 46分48秒      |            |
| 2011年(第55回) | 4区  | 区間3位  | 63分53秒      |            |
| 2012年(第56回) | 4区  | 区間3位  | 63分40秒      |            |
| 2013年(第57回) | 4区  | 区間3位  | 63分21秒      |            |
| 2014年(第58回) | 4区  | 区間4位  | 64分22秒      |            |
| 2015年(第59回) | 4区  | 区間13位 | 64分22秒      |            |
| 2016年(第60回) | 4区  | 区間12位 | 64分32秒      |            |
| 2017年(第61回) | 3区  | 区間9位  | 39分01秒      |            |
| 2018年(第62回) | 3区  | 区間7位  | 39分00秒      |            |
| 2019年(第63回) | 4区  | 区間2位  | 1時間05分13秒 |            |
| 2020年(第64回) | 4区  | 区間6位  | 1時間05分01秒 |            |

### 都道府県対抗男子駅伝
| 年(回)         | チーム | 区分   | 区間 | 区間順位 | 記録     |
| -------------- | ------ | ------ | ---- | -------- | -------- |
| 2000年(第5回)  | 鳥取県 | 中学生 | 2区  | 区間13位 | 8分50秒  |
| 2002年(第7回)  | 鳥取県 | 高校生 | 1区  | 区間6位  | 20分16秒 |
| 2003年(第8回)  | 鳥取県 | 高校生 | 1区  | 区間10位 | 20分23秒 |
| 2005年(第10回) | 鳥取県 | 一般   | 7区  | 区間28位 | 38分52秒 |
| 2006年(第11回) | 鳥取県 | 一般   | 7区  | 区間14位 | 38分46秒 |
| 2007年(第12回) | 鳥取県 | 一般   | 7区  | 区間18位 | 38分54秒 |
| 2008年(第13回) | 広島県 | 一般   | 3区  | 区間2位  | 23分51秒 |
| 2009年(第14回) | 広島県 | 一般   | 7区  | 区間賞   | 37分55秒 |
| 2010年(第15回) | 広島県 | 一般   | 3区  | 区間4位  | 24分19秒 |
| 2011年(第16回) | 広島県 | 一般   | 3区  | 区間6位  | 24分17秒 |
| 2013年(第18回) | 広島県 | 一般   | 3区  | 区間4位  | 23分59秒 |
| 2014年(第19回) | 広島県 | 一般   | 3区  | 区間8位  | 24分07秒 |
| 2015年(第20回) | 広島県 | 一般   | 3区  | 区間18位 | 24分38秒 |
| 2016年(第21回) | 鳥取県 | 一般   | 3区  | 区間26位 | 25分16秒 |
| 2018年(第23回) | 鳥取県 | 一般   | 3区  | 区間19位 | 24分31秒 |
| 2019年(第24回) | 鳥取県 | 一般   | 3区  | 区間4位  | 24分13秒 |
| 2020年(第25回) | 鳥取県 | 一般   | 3区  | 区間2位  | 23分54秒 |